# Limnoria convexa
Limnoria convexa är en kräftdjursart som beskrevs av Isabel Clifton Cookson 1991. Limnoria convexa ingår i släktet Limnoria och familjen borrgråsuggor.
Artens utbredningsområde är havet kring Nya Zeeland. Inga underarter finns listade i Catalogue of Life.